# Асука (антарктична станція)
Асука (яп. あすか基地) — японська сезонна науково-дослідна станція в Антарктиці, заснована у 1985 році. 
Розташована на Землі Королеви Мод.